# Локалита Бредасе (Бреша)
Локалита Бредасе је насеље у Италији у округу Бреша, региону Ломбардија.
Према процени из 2011. у насељу је живело 37 становника. Насеље се налази на надморској висини од 44 м.